# Atylotus rusticus
Atylotus rusticus là một loài ruồi trong chi Atylotus. Nó được tìm thấy ở châu Âu, châu Á, và Bắc Phi..